# 邁克爾·歐黑爾
小羅伯特·邁克爾·歐黑爾（Robert Michael O'Hare Jr.，1952年5月6日—2012年9月28日）是一名美國演員，曾出演舞臺劇和電視影集，最為人知的演出是在科幻影集《巴比倫五號》第一季飾演站長。

## 早年生活
歐黑爾出生於芝加哥，於芝加哥高地長大。他的父母有義大利和愛爾蘭血統。中學就讀芝加哥 Mendel 天主教高中，並參與該校的美式足球隊，打破醫生說他因為氣喘不可能加入球隊的說法。他在學業和運動表現上都得了一些獎項 。
他考慮了加入海軍或專業球隊，但最後選擇就讀哈佛大學，主修英語文學，並加入哈佛的美式足球隊。他也加入哈佛的戲劇社團並出演一些舞台劇，他並前往紐約試演一些戲劇。他在1974離開哈佛，到茱莉亞學院專攻戲劇，並曾向演技訓練大師桑福德·邁斯納學習。

## 事業
歐黑爾曾在許多知名的百老匯戲劇中挑大梁，如重製的蕭伯納《人與超人》艾倫·索金《軍官與魔鬼》的原版舞臺劇、 契訶夫的《三姐妹》等。
他是第一位獲得AUDELCO獎的白人演員，表彰他在一齣關於南非種族隔離的戲中表現。
他在1980年代主要出現在許多電視影集的客串角色 。在1992年他飾演科幻影集《巴比倫五號》的主要角色。由於精神健康的因素，他在演完第一季後辭演，之後在一些電視影集中偶有客串，並錄製了一部廣播劇。他在2000不再出演戲劇，並很少出現在公眾面前。

## 精神疾病和過世
歐黑爾的精神問題一直到他過世後才對外公開。在1994年拍攝《巴比倫五號》時，他出現嚴重的妄想症狀，影響工作。製作人斯特拉日恩斯基原本提議暫停拍攝，但歐黑爾不希望影響其他人，決定繼續拍完第一季後再退出養病。為了避免影響歐黑爾未來就業，斯特拉日恩斯基向他保證將此時永遠保密，但歐黑爾認為影迷有權知道，而且希望可以讓大眾多了解精神健康的議題，所以說只要保密到他過世即可。歐黑爾在病情好轉後，在第二、三季回到劇中客串了幾集，讓角色故事收尾。
在2012年，歐黑爾因心臟病過世，斯特拉日恩斯基在隔年對外公開此事。

## 外部連結
- 在Find a Grave上的邁克爾·歐黑爾
- 互聯網百老匯資料庫（IBDB）上邁克爾·歐黑爾的資料（英文）
- 邁克爾·歐黑爾在互联网电影资料库（IMDb）上的資料（英文）
- 歐黑爾主演的廣播劇 《Think Like a Dinosaur》